# استفانو دوناگراندی
استفانو دوناگراندی (ایتالیایی: Stefano Donagrandi؛ زادهٔ ۱ سپتامبر ۱۹۷۶) اسکیت‌باز سرعت اهل ایتالیا است.